# Эффект ганцфельда
Эффект ганцфельда (от нем. «полное поле»), или перцептивная депривация, — феномен восприятия, вызванный нахождением человека в однородном и бесструктурном зрительном и слуховом окружении. Эффект возникает, когда мозг использует белый шум, чтобы дополнить зрительную картину ощущений при нехватке визуальной информации. Белый шум интерпретируется верхней зрительной корой головного мозга, что порождает галлюцинации.
Явление изучали, в основном, на одноцветных зрительных полях. Мозг перестает реагировать на неменяющийся сигнал, посылаемый органами зрения, что провоцирует эффект слепоты. В результате перед глазами человека возникает чёрное поле, которое обычно ассоциируется со слепотой. Мигающий ганцфельд (полное, абсолютное поле) провоцирует появление геометрических фигур и вспышек перед глазами — по этому принципу работают устройства для светозвуковой тренировки мозга и машины снов. Помимо состояния изменённого сознания, эффект ганцфельда может также вызывать у многих людей галлюцинации.
Стимуляция сразу нескольких органов чувств с целью получения такого эффекта называется мультимодальным ганцфельдом. Обычно для достижения цели используют специальные очки и наушники с однородными стимуляторами.
Этот феномен похож на сенсорную депривацию, хотя в последнем случае стимуляция сводится к минимуму, а не является однородной. Галлюцинации, возникающие после длительной сенсорной депривации, похожи на стихийные объекты, вызванные световым ганцфельдом — это пляшущие всполохи света и разноцветные вспышки. Сенсорная депривация, как и ганцфельд, может вызвать более сложные галлюцинации с сюжетом.
Уильям Броуд и Чарльз Гонортон впервые применили эффект ганцфельда в парапсихологии в рамках проекта эксперимент ганцфельда.

## Историческая справка
Исследование, проведённое в 1930-х годах психологом Вольфгангом Метцгером, показало, что испытуемые, смотревшие на однородное поле в течение длительного времени, галлюцинировали, а показатели их ЭЭГ менялись.
Об эффекте ганцфельда известно ещё с древних времён. Последователи Пифагора проводили долгие часы в тёмных пещерах, чтобы получить мудрость через видения, сегодня известные как «кино для заключённых». Шахтёры, волей судьбы заточённые в недрах шахт после аварий, тоже сообщали о галлюцинациях и видениях — после нескольких дней в темноте им мерещились призраки. Исследователи Арктики, перед глазами которых месяцами был лишь монотонный белоснежный пейзаж, также жаловались на галлюцинации и состояние изменённого сознания.